# Чёрные сухари
«Чёрные сухари» (нем. Schwarzer Zwieback) — кинофильм 1971 года режиссёра Герберта Раппапорта по мотивам одноимённой повести Елизаветы Драбкиной. Совместное производство киностудий «Ленфильм» (СССР) и «DEFA» (ГДР). Советская критика отмечала фильм, как «очередной значительный вклад в Кинолениниану». Журнал «Экран» отнёс кинофильм «к разряду политического кино, как фильм об актуальных проблемах политики и общественной жизни».
Фильм имел достаточно широкий международный прокат и включён в экспозицию Австрийского музея кино (режиссёр Герберт Раппапорт родился в Австро-Венгрии и в юности был гражданином этого государства).

## Сюжет
Ноябрьская революция 1918 года в Германии, голод и социальные потрясения вызывают отклик у молодой Советской власти в России. Для оказания продовольственной помощи формируются железнодорожные составы с хлебом. Один из них по личному поручению В.И. Ленина сопровождает молодая революционерка Татьяна. В пути она встречает бывшего немецкого военнопленного Курта. Между ними возникают романтические отношения. Эшелон с хлебом, несмотря на все трудности, доставлен. В столкновении с отрядом контрреволюционных германских войск Татьяна ранена. Она возвращается в Москву, а Курт едет в Берлин для продолжения революционной борьбы.

## В ролях
- Наталья Варлей — Татьяна
- Рюдигер Йозвиг[нем.] — Курт
- Артём Карапетян — Оливетти
- Юрий Каюров — Ленин
- Юрий Медведев — Миронов
- Владимир Антоник
- Николай Мерзликин — Воронин
- Бруно Оя — Фред Стоун
- Александр Лазарев
- Светлана Суховей — Валя
- Валентина Талызина — Зворыкина
- Владимир Татосов — Свердлов
- Виктор Уральский — Каюмов
- Роман Майданюк — машинист
- Наталья Четверикова
- Жанна-Мария Полетаева